# Gijs Wuite
Gijs Wuite (1972) is een Nederlands hoogleraar. Hij bekleedt de leerstoel 'Natuurkunde van Levensprocessen' aan de Vrije Universiteit Amsterdam.

## Onderzoek
Wuites onderzoekinteresses liggen op het terrein van DNA-organisatie, DNA-eiwit interacties en de mechanische eigenschappen van virussen en cellen. Hij gebruikt hiervoor single-molecule methoden als het optisch pincet (evt. met fluorescentie), atoomkrachtmicroscopie (Atomic Force Microscopy of AFM) en geluidskrachtspectroscopie (Acoustic Force Spectroscopy of AFS).

## Publicaties
Wuite is auteur van meer dan 100 artikelen en hoofdstukken. Een selectie:
- Sliding sleeves of XRCC4-XLF bridge DNA and connect fragments of broken DNA Ineke Brouwer, Gerrit Sitters, Andrea Candelli, Stephanie J. Heerema, Iddo Heller, Abinadabe J. de Melo, Hongshan Zhang, Davide Normanno, Mauro Modesti, Erwin J.G. Peterman, Gijs J.L. Wuite NATURE  Volume: 535   Issue: 7613   Pages: 566 (2016)
- Unlocking Internal Prestress from Protein Nanoshells  W. S. Klug, W. H. Roos, G.J.L. Wuite Phys. Rev. Lett. 109:168104 (2012)
- Acoustic Force Spectroscopy Sitters, Gerrit; Kamsma, Douwe; Thalhammer, Gregor; Ritsch-Marte, Monika; Peterman, Erwin J. G.; Wuite, Gijs J. L. NATURE METHODS 12:1 (2015)
- Single Molecule Study of Transcriptional Pausing and Arrest by E. coli RNA Polymerase G.J.L. Wuite*, J. Davenport*, R. Landick, C. Bustamante Science 287:2497-2500 (2000)

- International Standard Name Identifier: 0000 0003 6648 3861
- Library of Congress Control Number: no2012000913
- NARCIS: PRS1286003
- Nederlandse Thesaurus van Auteursnamen: 191258520
- ORCID: 0000-0002-5706-043X
- Système universitaire de documentation: 156010062
- Virtual International Authority File: 231698958
- WorldCat: E39PBJmxQPbK9h89Km3XHdwHmd